# 加瀬谷東嶺
加瀬谷東嶺（かせや　とうれい、1789年-1837年1月28日（天保7年12月22日)）は、出羽国（現在の秋田県）の江戸時代後期の円山・四条派の日本画家。本名は加瀬谷正右衛門。東嶺は雅号。

## 牛道事件
秋田藩領・出羽国雄勝郡狙半内村（後の秋田県平鹿郡増田町、現在の横手市）の親郷肝煎・10代加瀬谷正右衛門の長男として生まれた東嶺は、幼名は正七といった。幼いころから絵に興味があり、家も裕福で父親の理解もあって、若年のころ秋田藩の絵師・渡辺洞昌について絵を学んだ。その後、帰郷して父親の跡を襲い11代加瀬谷正右衛門を名乗る。1825年、飢饉に悩まされて寒村であった狙半内村を活性化しようと、村を通る仙北街道の手倉越えの道を拡張することを郡役所に願い出た。この手倉越えの道は、秋田藩領の狙半内から仙台藩領の下嵐江（おろせ・岩手県胆沢）に至る道で、当時は人しか通れない幅だった。これを牛馬が通れる幅に拡張し、陸奥国からの牛馬獲得（狙半内では農作業に牛馬を使うことがほとんどなかった）、新田開発、石高増産、物流輸送の円滑化を図ることが狙いだった。仙台藩側の郷村の協力も不可欠で、そちらにも働きかけ仙台藩側では拡幅工事の許可が下り、仙台藩側の仙北街道の拡幅工事が始まったが、秋田藩側ではなかなか許可が下されなかった。東嶺たちは、仙台藩側で工事が始まっていること、また牛馬獲得により石高増産となれば、農作業の負担増と年貢米も増えることから、事後承諾でもよかろうと、許可を下りないまま工事を始めた。ところが、無許可工事の罪を問われ東嶺は秋田藩によって逮捕され投獄されることになった。秋田藩の佐竹家と仙台藩の伊達家は、関ヶ原の戦いで敵対しており、秋田藩側は、仙北街道を拡張する気は初めからなかった。この一件を、牛道事件（うしみちさわぎ）という。

## 京都時代
牛道事件で逮捕され、投獄された期間は3年に及んだ。1828年に出獄し、息子の正松に親郷肝煎の座を譲り、数え39歳で絵師を志すことになる。東嶺は風物写生を基調とする円山応挙の流れを汲む、円山・四条派の鈴木南嶺に弟子入りするため、京都に向かった。初めは風物写生、習作から小品を手がけ、1834年には大福や屏風画を任されるようになり足掛け8年の修行を経て、1835年5月、東嶺の雅号を師より頂き郷里に帰った。この時、数え47歳。しかし、帰郷後は安堵感から憔悴して病床につき、わずか1年半後に他界した。現在、東嶺の作品は、京都時代のものが横手市文化財にわずかに残されているだけである。なお、漫画家の矢口高雄は、横手市の同じ狙半内地区の出身である。